# Acritus sulcatellus
Acritus sulcatellus är en skalbaggsart som beskrevs av Cooman 1935. Acritus sulcatellus ingår i släktet Acritus och familjen stumpbaggar. Inga underarter finns listade i Catalogue of Life.